# Fort Leavenworth

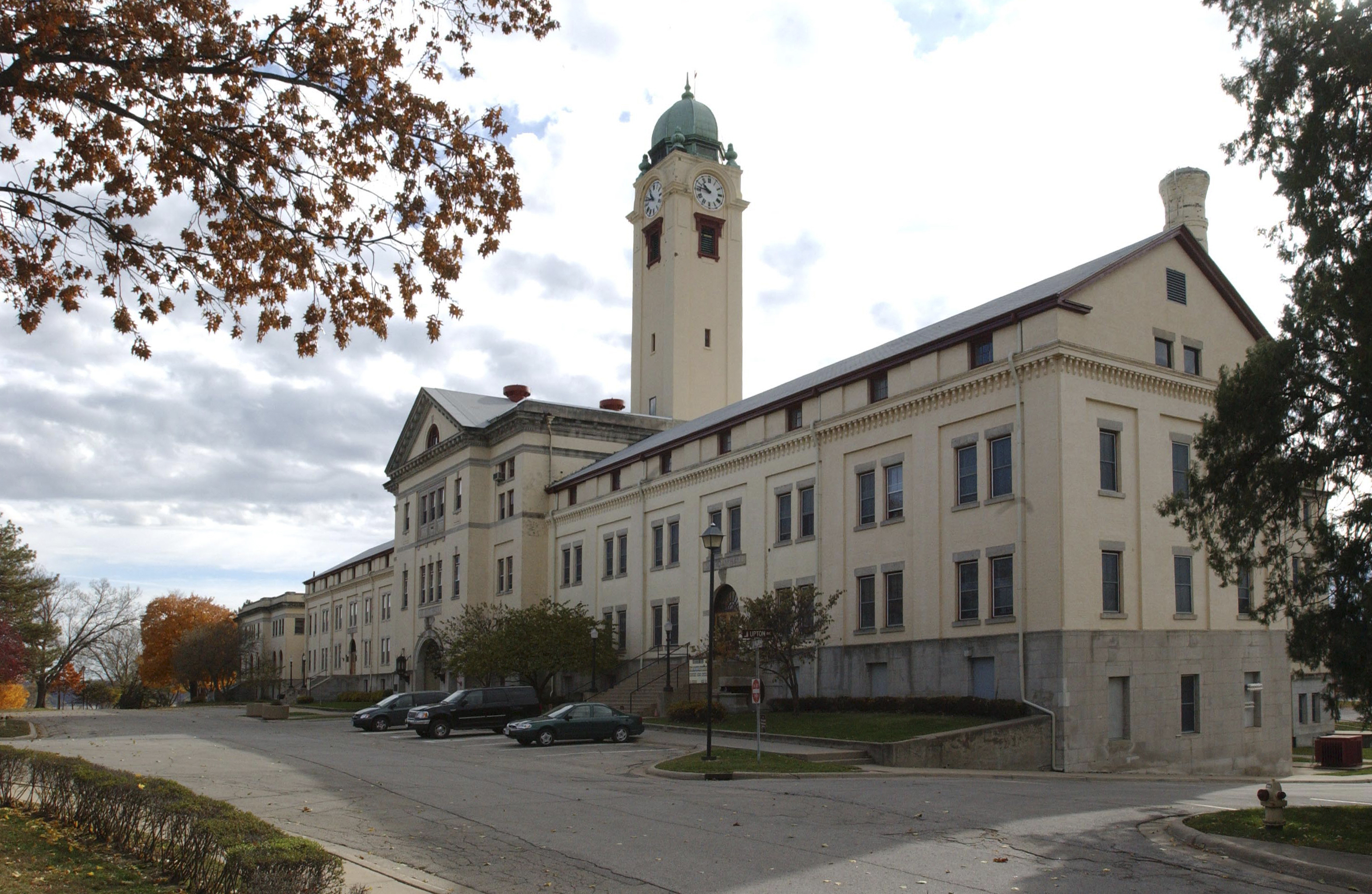
De Grant Hall van Fort Leavenworth

Fort Leavenworth is een fort van het Amerikaans leger, gelegen  ten noorden van de plaats Leavenworth in Leavenworth County in de staat Kansas. In het fort is onder meer het United States Army Combined Arms Center gevestigd. Het fort is sinds 1827 in gebruik en is daarmee de oudste actieve militair centrum ten westen van de Mississippi.

## Geschiedenis
Op tien kilometer afstand van Fort Leavenworth was in de achttiende eeuw het Franse Fort de Cavagnial gevestigd. Dit fort werd verlaten nadat Frankrijk in 1762 Louisiana verloor aan Spanje. In 1827 werd het huidige fort opgericht door de Amerikaanse kolonel Henry Leavenworth. Het fort moest gaan dienen als basis vanwaaruit de Santa Fe Trail beschermd moest worden.
Nadat in 1830 de Indian Removal Act was aangenomen, ging het fort gedurende de negentiende eeuw ook dienen als doorvoerbasis. Zowel tijdens de Utah Oorlog als de Mexicaans-Amerikaanse Oorlog diende het fort als belangrijke uitvalsbasis voor het leger richting het front. Na de Amerikaanse Burgeroorlog was Fort Leavenworth werden vanuit het fort de inheemse stammen op de Westelijke Vlaktes onder controle gehouden. In deze periode waren ook enkele regimenten van de Buffalo Soldiers in het fort gelegerd die met enige regelmaat tegen de inheemse stammen optrokken. In 1881 richtte generaal William Tecumseh Sherman een militaire academie op in het fort die weldra zou uitgroeien tot het United States Army Command and General Staff College. Onder andere Dwight D. Eisenhower en George Patton studeerde aan deze school af.
Sinds 1960 is het fort ook een National Historical Landmark.